# Azimowka
Azimowka (ros. Азимовка) – wieś (dieriewnia) w Rosji, w Kraju Permskim, w rejonie oktiabrskim. W 2021 liczyła 42 mieszkańców.